# Guglielmo Micheli
Guglielmo Micheli (Livorno, 12 ottobre 1866 – Livorno, 7 settembre 1926) è stato un pittore e insegnante italiano.
Fu allievo di Giovanni Fattori e insegnante di Amedeo Modigliani e Gino Romiti. Attraverso l'influenza di Fattori entrò nella scia dei Macchiaioli.

## Biografia
Micheli iniziò la sua formazione artistica presso il pittore Natale Betti a Livorno. Ottenne una borsa di studio dalla fondazione dell'imprenditore Michelangelo Bastogi, grazie alla quale ebbe poi la possibilità di recarsi a Firenze presso l'Accademia di Belle Arti. Frequentò la classe di pittura presso la Scuola libera di nudo di Giovanni Fattori, del quale divenne l'allievo preferito.
Dal 1894 al 1906, Micheli visse di nuovo a Livorno, dove il suo studio diventò una scuola per molti pittori della generazione postmacchiaioli, tra cui Amedeo Modigliani, Gino Romiti e Oscar Ghiglia.
Dal 1907 fino alla fine della sua vita Micheli insegnò presso diversi istituti d'arte italiani: ad Acqui Terme, quindi Iglesias, Cortona, Sassari, Caltanissetta, Bari, Pisa e infine ad Arezzo.
Principalmente influenzato da Giovanni Fattori, trovò in seguito uno stile proprio; in particolare le sue vedute marine ebbero successo. La sua produzione artistica comprende disegni, dipinti ad olio, acquerelli, acqueforti, illustrazioni di libri.

## Guglielmo Micheli nei musei
- Museo civico Giovanni Fattori di Livorno